# Claudio Marchisio
Claudio Marchisio (ur. 19 stycznia 1986 w Turynie) – włoski piłkarz, który występował na pozycji pomocnika. Wielokrotny reprezentant i kilkukrotny strzelec w reprezentacji Włoch. W ciągu 12 lat swojej kariery występował we włoskim klubie Juventus.
We Włoszech był porównywany ze względu na styl gry do Marco Tardelliego.

## Kariera klubowa

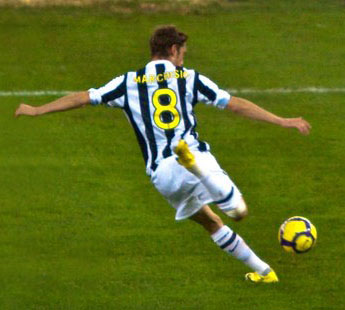
Marchisio w barwach Juventusu

Claudio Marchisio uznawany jest za jednego z najbardziej utalentowanych piłkarzy młodego pokolenia we Włoszech. Karierę rozpoczynał w szkółce juniorów Juventusu, przez pewien czas pełnił rolę kapitana jednej z juniorskich drużyn. Jego kariera nabrała rozpędu wraz z degradacją klubu do Serie B. Po odejściu wielu zawodników z pierwszego zespołu Marchisio przebił się do podstawowego składu, w którym rozegrał 25 spotkań i przyczynił się do powrotu Juve do Serie A. Następnie zawodnik został wypożyczony na rok do Empoli FC, gdzie wystąpił w 26 spotkaniach. Przed sezonem 2008/2009 Włoch powrócił do Juventusu, gdzie regularnie pojawia się na boisku. 24 stycznia 2009 w wygranym 1:0 meczu z Fiorentiną zdobył swoją pierwszą bramkę dla Juventusu i w Serie A. Następne sezony ugruntowały pozycję Marchisio w Juve. Stał się czołową postacią drugiej linii swojej drużyny. W sezonie 2011/2012 razem z Andreą Pirlo oraz Arturo Vidalem stworzył jeden z najsilniejszych tercetów w Serie A, mocno przyczyniając się do odbudowania pozycji ligowej i reputacji Juventusu. Rozegrał także najlepszy sezon w swojej karierze, zdobywając w lidze 9 bramek i asystując przy 3 kolejnych, walnie przyczyniając się do wywalczenia pierwszego od 2006 roku Scudetto dla Juventusu. Dobra forma nie pozostała niezauważona przez specjalistów. Marchisio znalazł się w jedenastce roku 2011 Serie A. Coraz częściej pojawiają się głosy, że Claudio ma wszelkie predyspozycje do przejęcia w przyszłości opaski kapitańskiej swojego klubu. Zawodnik swoją dyspozycją coraz częściej udowadnia, że głosy te nie są wcale na wyrost. Jest graczem bardzo lubianym przez kibiców Juve, niejednokrotnie deklarował swoje przywiązanie do barw klubowych, posiada do tego niezwykłą umiejętność do strzelania bramek największym rywalom turyńskiego giganta. Marchisio na murawie wyróżnia się świetną techniką, boiskową inteligencją ułatwiającą czytanie gry, a także potężnym uderzeniem z obu nóg. Jego mocnymi stronami są również odbiór i gra kombinacyjna. 17 sierpnia rozwiązał kontrakt ze "Starą Damą", a 3 września 2018 roku podpisał kontrakt z rosyjskim Zenitem.
3 października 2019 ogłosił zakończenie piłkarskiej kariery..

## Kariera reprezentacyjna
Pierluigi Casiraghi po raz pierwszy powołał Marchisio do reprezentacji młodzieżowej w 2007 roku. Od tamtego momentu stał się on etatowym reprezentantem kadry U-21. Trener włoskiej młodzieżówki zabrał go również na Młodzieżowy Festiwal Talentów w Tulonie, w którym to Włosi zdobyli pierwsze miejsce. W meczu z Turcją Marchisio zdobył bramkę strzałem z 30 metrów, podwyższając wynik meczu na 2:0. W lipcu 2008 roku został powołany do reprezentacji olimpijskiej na Igrzyska Olimpijskie w Pekinie. W dorosłej reprezentacji piłkarz zadebiutował 12 sierpnia 2009 roku w zremisowanym 0:0 towarzyskim spotkaniu ze Szwajcarią. 7 października 2011 roku zdobył swojego pierwszego gola w reprezentacji narodowej. Mecz odbył się w ramach kwalifikacji do Euro 2012, a przeciwnikiem Włochów była kadra Serbii.
Wraz z reprezentacją Włoch na Euro 2012 zajął drugie miejsce.
7 czerwca 2017 rozegrał ostatni mecz w reprezentacji Włoch, przeciwko Urugwajowi.

### Gole w reprezentacji
| 1                       | 7 października 2011 | Stadion FK Crvena Zvezda, Belgrad, Serbia | Serbia | 1–0 | 1–1 | Kwalifikacje do Euro 2012 |
| Dane z dnia 2 maja 2012 |                     |                                           |        |     |     |                           |

## Statystyki kariery
| Klub                     | Liga     | Sezon    | Liga    | Liga   | Liga   | Puchar Włoch | Puchar Włoch | Puchar Włoch | Puchary Europejskie | Puchary Europejskie | Puchary Europejskie | Razem   | Razem  | Razem  |
| Klub                     | Liga     | Sezon    | Występy | Bramki | Asysty | Występy      | Bramki       | Asysty       | Występy             | Bramki              | Asysty              | Występy | Bramki | Asysty |
| ------------------------ | -------- | -------- | ------- | ------ | ------ | ------------ | ------------ | ------------ | ------------------- | ------------------- | ------------------- | ------- | ------ | ------ |
| Juventus F.C.            | Serie A  | 2005–06  | 0       | 0      | 0      | 0            | 0            | 0            | 0                   | 0                   | 0                   | 0       | 0      | 0      |
| Juventus F.C.            | Serie B  | 2006–07  | 25      | 0      | 2      | 1            | 0            | 0            | -                   | -                   | -                   | 26      | 0      | 2      |
| Empoli FC (wypożyczenie) | Serie A  | 2007–08  | 26      | 0      | 1      | 1            | 0            | 0            | 2                   | 0                   | 0                   | 29      | 0      | 1      |
| Juventus F.C.            | Serie A  | 2008–09  | 24      | 3      | 2      | 2            | 0            | 0            | 6                   | 0                   | 0                   | 32      | 3      | 2      |
| Juventus F.C.            | Serie A  | 2009–10  | 28      | 3      | 3      | 0            | 0            | 0            | 7                   | 0                   | 1                   | 35      | 3      | 4      |
| Juventus F.C.            | Serie A  | 2010-11  | 32      | 4      | 4      | 1            | 0            | 0            | 8                   | 0                   | 0                   | 41      | 4      | 4      |
| Juventus F.C.            | Serie A  | 2011-12  | 34      | 9      | 3      | 2            | 1            | 0            | -                   | -                   | -                   | 36      | 10     | 3      |
| Juventus                 | Juventus | Juventus | 144     | 19     | 14     | 6            | 1            | 0            | 21                  | 0                   | 1                   | 169     | 20     | 14     |
| Razem                    | Razem    | Razem    | 169     | 19     | 15     | 7            | 1            | 0            | 23                  | 0                   | 1                   | 199     | 20     | 16     |

Statystyki na dzień 7 maja 2012

## Sukcesy

### Juventus
- Mistrz Włoch: 2011/12, 2012/13, 2013/14, 2014/15, 2015/16, 2016/17, 2017/18
- Puchar Włoch: 2014/15, 2015/16, 2016/17, 2017/18
- Superpuchar Włoch: 2012/13, 2013/14, 2015/16
- Finalista Ligi Mistrzów: 2014/15, 2016/17
- Serie B: 2006/07

### Zenit Saint Petersburg
- Mistrz Rosji: 2018/2019

### Włochy
- Wicemistrz Mistrzostw Europy: 2012
- 3. miejsce w Pucharze Konfederacji : 2013

## Życie prywatne
Marchisio w 2008 roku wziął ślub ze swoją dziewczyną, Robertą. Para ma dwóch synów - Davide, urodzonego w 2009 roku, oraz Leonardo, który urodził się na początku 2012. Paradoksalnie, jego żona kibicuje lokalnemu rywalowi, Torino FC. Claudio od najmłodszych lat był wielkim fanem Alexa Del Piero. Jako dziecko, starał się naśladować idola grając w drużynach juniorskich jako napastnik. Po przekwalifikowaniu na środkowego pomocnika dostał szansę gry z Del Piero w jednej drużynie.